# Ashamed
Pour plus de détails, voir Fiche technique et Distribution.
Ashamed ou Life Is Peachy (창피해 ; RR : Changpihae) est un film sud-coréen écrit et réalisé par Kim Soo-hyun, sorti en 2010.

## Synopsis
Dans une série de flashbacks, Yoon Ji-woo (Kim Hyo-jin), raconte comment elle est tombée amoureuse de son amie, Kang Ji-woo (Kim Kkot-bi (en))
.

## Fiche technique
- Titre original : 창피해 (Changpihae / Chang Pi Hae / Chang-Pi-Hae)
- Titre international : Life Is Peachy / Ashamed
- Réalisation : Kim Soo-hyun
- Scénario : Kim Soo-hyun
- Musique : Hyun-jeong Sim
- Production : Kyung-hee Lee
- Société de production :
- Société de distribution :
- Pays de production :  Corée du Sud
- Langue originale : coréen
- Genre : Thriller, romance saphique
- Durée : 111 minutes (1 h 51)
- Dates de sortie :
  - Corée du Sud :
    - octobre 2010 (Pusan International Film Festival)
    - 8 décembre 2011

  - Allemagne : 14 février 2011 (Berlin International Film Festival)
  - Japon : 26 février 2011 (Yubari International Fantastic Film Festival)
  - Danemark : 27 octobre 2012 (MIX Copenhagen)

## Distribution
- Choi Min-young : détective Min-yong
- Kim Hyo-jin : Yoon Ji-woo
- Kim Kkot-bi (en) : Kang Ji-woo (créditée comme Kim Kkobbi)
- Kim Sang-hyun : Jung Ji-woo
- Seo Hyeon-jin : Hee-jin
- Kim Sun-hyuk
- Woo Seung-min